# Mesochorus brevicollis
Mesochorus brevicollis (лат.) — вид наездников рода Mesochorus из семейства Ichneumonidae (Mesochorinae). Европа: Болгария, Венгрия, Молдавия, Польша, Румыния, Словакия и Швеция.

## Описание
Наездники мелких размеров. Длина тела 3,6 мм. Длина переднего крыла 3,4 мм. Mesochorus brevicollis сходен с видом Mesochorus gemellus, но имеет следующую комбинацию признаков: 1) меньший размер, 2) верхний передний угол мезэпистернума имеет довольно плотные мелкие пунктуры, 3) ареола оставляет костулу позади середины, 4) коготки задних лапок имеют меньше зубцов, 5) на апикальной части тергума 2 бледный цвет шире латерально, чем медиально. Передний край мезоплевр отделён от верхнего конца препектального валика расстоянием равным толщине жгутика усика. На щеках есть бороздка между жвалами и глазом. Жвалы с 2 зубцами. Лицо и наличник не разделены бороздкой а слиты в единую поверхность. Зеркальце переднего крыла ромбическое, большое. Лапки с гребенчатыми коготками.
Цвет самки. Голова чёрная, клипеус желтовато-красный, щёки и треугольное пятно сбоку от усиковых впадин жёлтые. Мандибулы коричневато-жёлтые, с темными зубцами. Пальпы коричневато-жёлтые. Возле глаз темя слегка рыжеватое. Скапус красновато-жёлтый. Мезосома чёрная. Апикальный угол переднеспинки, тегула и основание переднего крыла жёлтые. Верхний передний угол мезэпистернума красноватый. Крылья прозрачные, коста базально жёлтая, остальные жилки коричневые. Стигма коричневая, базально и апикально бледнее. Ноги желтовато-красные, задние голени желтоватые, со слабыми коричневатыми вкраплениями на вершинной 0,15 части. Лапки апикально слегка коричневатые.
Mesochorus brevicollis гиперпаразитоид бабочек-листовёрток (Tortricidae).
Вид был впервые описан в 1886 году по типовому материалу из Швеции. В 1999 году был сведён в синонимы к виду Mesochorus gemellus, но в 2017 году восстановлен в своём валидном видовом статусе.